# Harran
Harran (in arabo حران‎?) è una città della Turchia, centro dell'omonimo distretto della provincia di Şanlıurfa.

## Geografia fisica
Harran si trova a 44 km a sud est di Şanlıurfa, in prossimità del confine con la Siria, in un'area di cultura araba.

## Toponimo
Anticamente fu il principale centro della Mesopotamia settentrionale. Durante il periodo assiro fu nota come Ḫarrānu, poi Carrhae nel periodo romano (greco Κάῤῥαι). Durante i primi secoli del cristianesimo fu nota come Hellenopolis (῾Ελληνὀπολις) per poi riprendere l'antico nome d'origine assira, venendo chiamata Ḥarrān (حرّان) nel periodo islamico.

## Storia

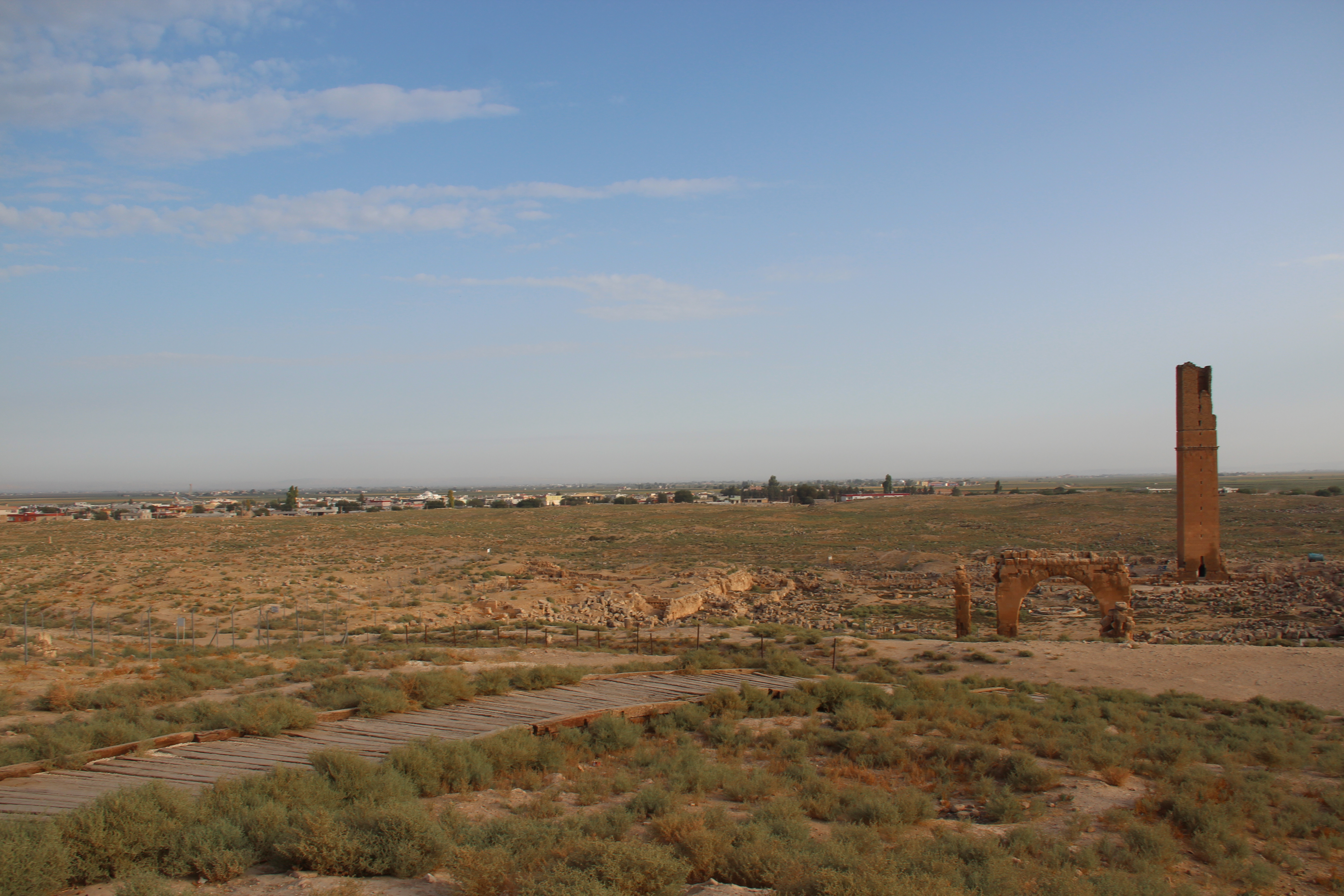
Harran vista dalla distanza

L'insediamento che sarebbe diventato Harran iniziò come un tipico villaggio della Cultura di Halaf fondato intorno al 6200 a.C. come parte della diffusione dei villaggi agricoli in tutta l'Asia occidentale. Dalla sua posizione alla confluenza dei fiumi Jullab e Balikh crebbe gradualmente di dimensioni fino a un periodo di rapida urbanizzazione nel successivo periodo di Uruk. Durante la prima età del bronzo (3000-2500 a.C.) Harran crebbe fino a diventare una città fortificata. La città-stato di Harran faceva parte di una rete di città-stato, chiamata civiltà Kish, centrata nel Levante siriano e nell'alta Mesopotamia. L'ascesa di Harran ha rispecchiato da vicino la crescita simile dei suoi partner commerciali, Ebla, Ugarit e Alalakh, in un processo chiamato urbanizzazione secondaria. La sua vita come città-stato sovrana terminò quando fu annessa all'Impero accadico e il suo successore all'impero neo-sumero. Dopo la caduta di Ur fu di nuovo indipendente per un certo periodo fino a quando fu abbandonata dall'espansione degli amorrei nel 1800 a.C. Successivamente fu ricostruita come una città assira di Harrānu, che significa "crocevia" in lingua accadica.

### Età del bronzo
Le prime notizie di Harran provengono dalle tavolette di Ebla (fine del III millennio a.C.). Da queste, è noto che uno dei primi re o signore di Harran aveva sposato una principessa eblaita, Zugalum, che poi divenne "regina di Harran", e il cui nome appare in una serie di documenti.  Sembra che Harran rimase una parte del regno regionale eblaita per un certo periodo da allora in poi.
Lettere reali dalla città di Mari al centro dell'Eufrate, hanno confermato che l'area intorno al fiume Balikh è rimasta occupata in c. XIX secolo a.C. Una confederazione di tribù semi-nomadi era particolarmente attiva nella regione vicino ad Harran a quel tempo.
Un tempio del dio della luna Sin (o Nanna) fu fondato alla fine dell'Impero neo-sumero (circa 2000 a.C.). Questo tempio era chiamato la Casa della gioia (Sumero: E-hul-hul, Cuneiforme: 𒂍𒄾𒄾 E2.HUL2.HUL2). Le rovine di questo tempio si trovano attualmente sotto il palazzo del califfo Merwan II (744-750 d.C.). Sebbene la data esatta di fondazione sia incerta, potrebbe essere iniziata come una costola del tempio lunare principale di Nanna a Ur, successivamente avrebbe dato rifugio ai sacerdoti fuggiti da Ur durante la guerra nel Periodo di Isin e Larsa. L'attestazione dell'esistenza del tempio appare per la prima volta al tempo di Hammurapi, perché è registrato come firmatario di un trattato lì. Infatti, Sin di Harran fu garante della parola dei re tra il 1900-900 a.C., poiché il suo nome è testimone della falsificazione dei trattati internazionali.

### Età assira
Nel XX secolo a.C., Harran fu fondata come avamposto mercantile dell'Impero assiro grazie alla sua posizione ideale. La comunità, già ben consolidata, era situata lungo una rotta commerciale tra il Mediterraneo e le pianure del medio Tigri. Si trovava direttamente sulla strada che da Antiochia corre verso est verso Nisibi e Ninive. Il Tigri potrebbe essere percorso fino al delta, a Babilonia. Lo storico romano del IV secolo Ammiano Marcellino (325/330 - dopo il 391) disse: "Da lì (Harran) due diverse strade reali conducono in Persia: quella a sinistra attraverso il regno neo-assiro di Adiabene e attraverso il Tigri; quella sulla destra, attraverso l'Assiria e l'Eufrate." Non solo Harran aveva un facile accesso sia alle strade assira che a quelle babilonesi, ma anche alla strada nord verso l'Eufrate che forniva un facile accesso a Malatiyah e all'Asia Minore.
Secondo autori romani come Plinio il Vecchio, anche durante il periodo classico, Harran mantenne una posizione importante nella vita economica dell'Assiria.
All'inizio Harran era una delle principali città assire che controllava il punto in cui la strada da Damasco si unisce alla strada che collegava Ninive cone Carchemish. Questa posizione strategica, aveva reso Harran un crocevia di merci, diventando conseguentemente un luogo di incursioni. Nel XVIII secolo a.C., il re assiro Shamshi-Adad I (1813–1781 a.C.) lanciò una spedizione per mettere in sicurezza la rotta commerciale di Harran.

### Età Ittita
Dopo il trattato tra Suppiluliuma I - Shattiwaza (XIV secolo a.C.) tra l'Impero Ittita ed il regno di Mitanni, Harran fu bruciata da un esercito ittita guidato dal principe Piyashshili nel corso della campagna per la conquista del regno di Mitanni.

### Età Neo Assira
Nel XIII secolo a.C., il re assiro Adad-Nirari I riferì di aver conquistato la "fortezza di Kharani" e di averla annessa come provincia. Viene spesso menzionato nelle iscrizioni assire già al tempo di Tiglat-Pileser I, intorno al 1100 a.C., sotto il nome di Harranu (accadico harrānu, "strada, sentiero; campagna, viaggio"). Tiglat-Pileser aveva una fortezza lì e disse che era soddisfatto dell'abbondanza di elefanti nella regione.
Le iscrizioni del X secolo a.C. rivelano che Harran aveva alcuni privilegi di esenzione fiscale e libertà da certe forme di obblighi militari. Era stata persino definita la "città libera di Harran". Tuttavia, nel 763 a.C., fu saccheggiata dopo una rivolto contro il controllo assiro, che portò alla perdita di quei privilegi. Solo quando Sargon II ripristinò l'ordine, alla fine dell'VIII secolo a.C., quei privilegi furono ripristinati. Nel periodo neo-assiro Salmanassar III restaurò il tempio nel IX secolo a.C. che fu nuovamente restaurato da Assurbanipal intorno al 550 a.C.

### Età Neo Babilonese
Durante la caduta dell'Impero neo-assiro, Harran divenne la roccaforte del suo ultimo re, Assur-uballit II, che si era ritirato da Ninive quando fu saccheggiata da Nabopolassar di Babilonia e dai suoi alleati Medi nel 612 a.C.. Harran fu assediata e conquistata da Nabopolassar e Ciassare nel 610 a.C.. Fu brevemente ripresa da Ashur-uballit II e dai suoi alleati egiziani nel 609 a.C., prima che cadesse definitivamente nelle mani dei Medi e dei Babilonesi nel 605 a.C.  Anche l'ultimo re del periodo neo-babilonese, Nabonide, proveniva da Harran come comprovato da testimonianze del tempio della stele di sua madre Adad-Guppi, di origine assira. Nabonide fece una sostanziale espansione al Tempio di Sin, ed è da questa fase del funzionamento del tempio che divenne un famoso centro di astronomia e conoscenza nell'antichità classica. La città divenne un bastione per l'adorazione del dio della luna Sin durante il regno di Nabonide nel 556-539 a.C., con grande costernazione della città di Babilonia nel sud, dove Marduk rimase la divinità principale.

### Età Persiana
Harran divenne parte dell'Impero dei Medi dopo la caduta dell'Assiria e successivamente passò alla dinastia persiana achemenide nel VI secolo a.C. Entrò a far parte della provincia persiana di Athura, la parola persiana per Assiria. La città rimase nelle mani dei persiani fino al 331 a.C., quando i soldati del conquistatore macedone Alessandro Magno entrarono nella città.

### Età Seleucide
Dopo la morte di Alessandro l'11 giugno 323 a.C., la città fu contestata dai suoi successori: Perdicca, Antigono Monoftalmo ed Eumene visitarono la città, ma alla fine entrò a far parte del regno di Seleuco I Nicatore, dell'Impero seleucide e capitale di una provincia chiamata Osroene (la traduzione greca del vecchio nome Urhai). Per un secolo e mezzo la città fiorì e divenne indipendente quando la dinastia dei Parti della Persia occupò Babilonia. I re dei Parti e dei Seleucidi erano entrambi felici di uno stato cuscinetto, e la dinastia degli Abgaridi arabi, tecnicamente vassalli del "re dei re" parti, avrebbe governato Osrhoene per secoli. La lingua principale parlata in Oshroene era l'aramaico.

### Età classica
In epoca romana, Harran era noto come Carrhae, e fu il luogo della battaglia di Carrhae nel 53 a.C., in cui i Parti, comandati dal generale Surena, sconfissero un grande esercito romano al comando di Crasso, che fu ucciso. Secoli dopo, l'imperatore Caracalla fu assassinato qui, probabilmente su istigazione di Macrino (217). Nel III secolo la regione era una provincia di frontiera dell'Impero Romano, luogo di grandi guerre tra Roma e la Persia. L'imperatore Galerio fu sconfitto nelle vicinanze dai successori dei Parti, la dinastia dei Sassanidi di Persia, nel 296. La città ha alternato il dominio dei Sassanidi e dei Romani in più occasioni dal IV al VI secolo. Nel 529, l'imperatore romano d'Oriente Giustiniano I fece chiudere l'Accademia di Atene, sette filosofi neoplatonici, Damascio, Simplicio, Prisciano, Eulamio, Hermias, Diogene di Fenicia, e Isidoro di Gaza dovettero lasciare Atene e partire in esilio in Persia, presso il re Cosroe I, che li installò a Harran; dopo il trattato di pace concluso nel 532 rientrarono in Grecia.  Il generale persiano Shahrbaraz completò la conquista di Oshroene un'ultima volta per i Sassanidi intorno al 610.. La città passò sotto il controllo romano dopo l'offensiva di successo dell'imperatore Eraclio nel 620 per un periodo molto breve, prima di essere rilevata dalla nuova potenza emergente, i Rashidun. Nel 640 (19 del calendario musulmano), Carrhae fu conquistata dal generale arabo musulmano 'Iyāḍ b. Ghanm.

### Età Islamica

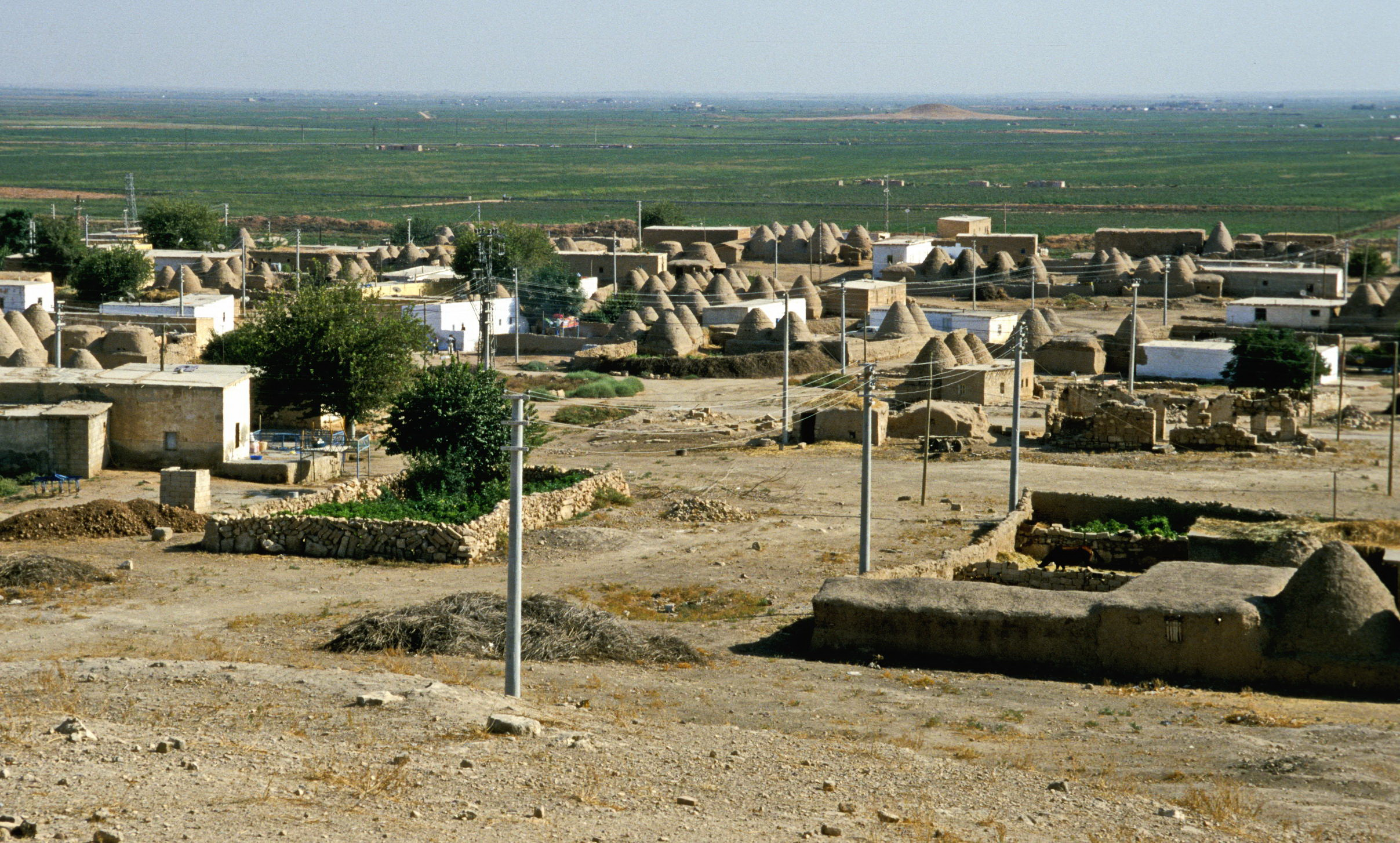
Un altro scorcio di Harran

All'inizio del periodo islamico, Harran si trovava nella terra della tribù Mudar (Diyar Mudar), la parte occidentale della Mesopotamia settentrionale (Giazira). Insieme ad ar-Ruha' (odierna Şanlıurfa) e Raqqa era una delle principali città della regione. Durante il regno del califfo omayyade Marwan II, Harran divenne la sede del governo califfale dell'impero islamico che si estendeva dalla Spagna all'Asia centrale.
Si presume sia stato il califfo abbaside al-Ma'mun che, mentre attraversava Harran diretto a una campagna contro l'Impero bizantino, costrinse gli Harraniani a convertirsi a una delle "religioni del libro", che significa ebraismo, cristianesimo o Islam. Il popolo pagano di Harran si identificò con i Sabei per ricadere sotto la protezione dell'Islam. I cristiani aramei e assiri rimasero cristiani. I Sabei sono stati menzionati nel Corano, ma quelli erano il gruppo di Mandei (una setta gnostica). Gli Harraniani potrebbero essersi identificati come Sabei per mantenere le loro credenze religiose.
Durante la fine dell'VIII e del IX secolo, Harran era un centro per la traduzione di opere di astronomia, filosofia, scienze naturali e medicina dal greco al siriaco da parte degli assiri, e quindi in arabo, portando la conoscenza del mondo classico all'emergente lingua araba civiltà nel sud. Baghdad è arrivata a questo lavoro più tardi di Harran. Molti importanti studiosi di scienze naturali, astronomia e medicina provengono da Harran.

### Fine dei Sabei
Nel 1032 o 1033, il tempio dei Sabei fu distrutto e la comunità urbana estinta da una rivolta della popolazione rurale 'alid-sciita e dalle milizie musulmane impoverite. Nel 1059–60, il tempio fu ricostruito in una residenza fortificata dal principe Numayride Mani ibn Shabib. I Numayridi erano una tribù araba che dominava il Diyar Mudar (Jazira occidentale) durante l'XI secolo e aveva governato Harran più o meno ininterrottamente dal 990. Il sovrano Zangide Nur al-Din Mahmud trasformò la residenza in una poderosa fortezza.

### Le Crociate
Durante le Crociate, il 7 maggio 1104, fu combattuta una battaglia decisiva nella valle del fiume Balikh, comunemente nota come la battaglia di Harran. Tuttavia, secondo Matteo di Edessa, il luogo effettivo della battaglia si trova a due giorni da Harran. Alberto di Aquisgrana e Fulcherio di Chartres individuano il campo di battaglia nella pianura di fronte alla città di Raqqa. Durante la battaglia, Baldovino di Bourcq, conte di Edessa, fu catturato dalle truppe dell'Impero selgiuchide. Dopo la sua liberazione Baldovino divenne re di Gerusalemme. Alla fine del XII secolo, Harran servì insieme a Raqqa come residenza dei principi curdi ayyubidi. Il sovrano ayyubide della Jazira, Al-Adil I, rafforzò nuovamente le fortificazioni del castello. Negli anni intorno al 1260, la città fu completamente distrutta e abbandonata durante le invasioni mongole della Siria. Il padre del famoso studioso hanbalita Ibn Taymiyya era un rifugiato di Harran, stabilitosi a Damasco. Lo storico curdo del XIII secolo Abu al-Fida descrive la città come in rovina. Il viaggiatore dell'inizio del XIV secolo Giordano di Séverac dedica il capitolo 10 dei suoi Mirabilia descripta ad "Aran", che molto probabilmente è Harran. L'intero capitolo recita: "Qui segue riguardo alla terra di Aran. Riguardo ad Aran non dico assolutamente nulla, visto che non c'è nulla che valga la pena notare".

## La Harran attuale
Harran è famosa per le sue tradizionali case di argilla ad "alveare", costruite interamente senza legno. La loro tecnologia costruttiva le rende fresche all'interno, adattandosi alle esigenze climatiche della regione, e si ipotizza che si costruiscano nella stessa maniera da almeno 3.000 anni. Alcune erano ancora in uso come abitazioni fino agli anni '80. Tuttavia, quelle che rimangono oggi sono esposizioni strettamente turistiche, mentre la maggior parte della popolazione di Harran vive in un piccolo villaggio di recente costruzione a circa 2 chilometri dal sito principale. Nel sito storico, le rovine delle mura e delle fortificazioni della città sono ancora al loro posto, con una porta della città in piedi, insieme ad alcune altre strutture. Gli scavi di un vicino tumulo sepolcrale del IV secolo aC continuano sotto la direzione dell'archeologo Nurettin Yardımcı. La popolazione del villaggio oggi è composta principalmente da persone di etnia araba. Si ritiene che gli antenati degli abitanti del villaggio si siano stabiliti qui durante il XVIII secolo dall'Impero Ottomano. Le donne del villaggio hanno spesso tatuaggi e sono vestite con abiti tradizionali beduini. Ci sono alcuni villaggi assiri nell'area generale. Alla fine degli anni '80, la grande pianura di Harran divenne arida a causa del prosciugamento dei torrenti Cüllab e Deysan. Oggi la pianura è nuovamente irrigata grazie al recente Progetto dell'Anatolia Sud-Orientale (in turco: Güneydoğu Anadolu Projesi, GAP), che consente di coltivare nuovamente cotone e riso.

## Religione
La città era la principale dimora del dio lunare mesopotamico Sin, sotto gli Assiri e i Neobabilonesi / Caldei e persino in epoca romana.
Secondo un'antica opera araba nota come Kitab al-Magall o Libro dei Rotoli (parte della letteratura pseudo Clementina), Harran era una delle città costruite da Nimrod, quando Peleg aveva 50 anni. La Grotta dei Tesori, manoscritto in lingua siriaca (c. 350) contiene un racconto simile della costruzione di Harran e delle altre città di Nimrod, ma colloca l'evento quando Reu aveva 50 anni. La Grotta dei Tesori aggiunge un'antica leggenda secondo cui non molto tempo dopo, Tammuz fu inseguito ad Harran dall'amante di sua moglie, B'elshemin, e che lui (Tammuz) incontrò il suo destino lì quando la città fu poi bruciata.
I residenti pagani di Harran mantennero anche la tradizione di celebrare elaborati riti per ricordare la morte di Tammuz, nel mese del calendario Babilonese che porta il suo nome (Luglio), almeno fino al X secolo d.C..
Lo storico cristiano del XIII secolo Barebreo, menziona nella sua cronografia che Harran era stato costruito da Cainan (il padre dell'antenato di Abramo Sela in alcuni resoconti), ed era stato chiamato per un altro figlio di Cainan chiamato Harran.
Il tempio di Sin fu ricostruito da diversi re, tra cui l'assiro Assurbanipal (VII secolo a.C.) e il neo-babilonese Nabonide (VI secolo a.C.). Erodiano (IV. 13, 7) menziona che la città possedeva ai suoi tempi un tempio della luna.
Harran è stata sin dall'inizio un centro della cristianità assira ed è stato il primo luogo in cui le chiese sono state appositamente costruite in modo palese. Tuttavia, molte persone di Harran mantennero la loro antica fede pagana durante il periodo cristiano e per un certo periodo furono ancora adorate le antiche divinità mesopotamiche / assire come Sin e Ashur.
Carrhae era la sede di una diocesi cristiana prima del primo concilio di Nicea del 325, al quale partecipò il suo vescovo Geronzio. Nel 361 il suo vescovo Barses fu trasferito ad Edessa, capoluogo della provincia romana di Osrhoene e quindi sede metropolitana di cui era suffraganea il vescovado di Carrhae. I nomi di altri undici vescovi di Carrhae, compreso quello di Abramo di Carrhae, sono noti da allora fino a Tawdurus Abu Qurra, vescovo di Carrhae da prima del 787 a dopo l'813, e autore di molti trattati in siriaco e arabo. Dopo di lui, la sede passò nelle mani di vescovi giacobiti non calcedoniani, di cui Michele il Siro ne nomina diciassette che vissero tra l'VIII e il XII secolo. Oggi non è più una sede vescovile residenziale, ma rimane una sede titolare dalla Chiesa cattolica.

## Archeologia

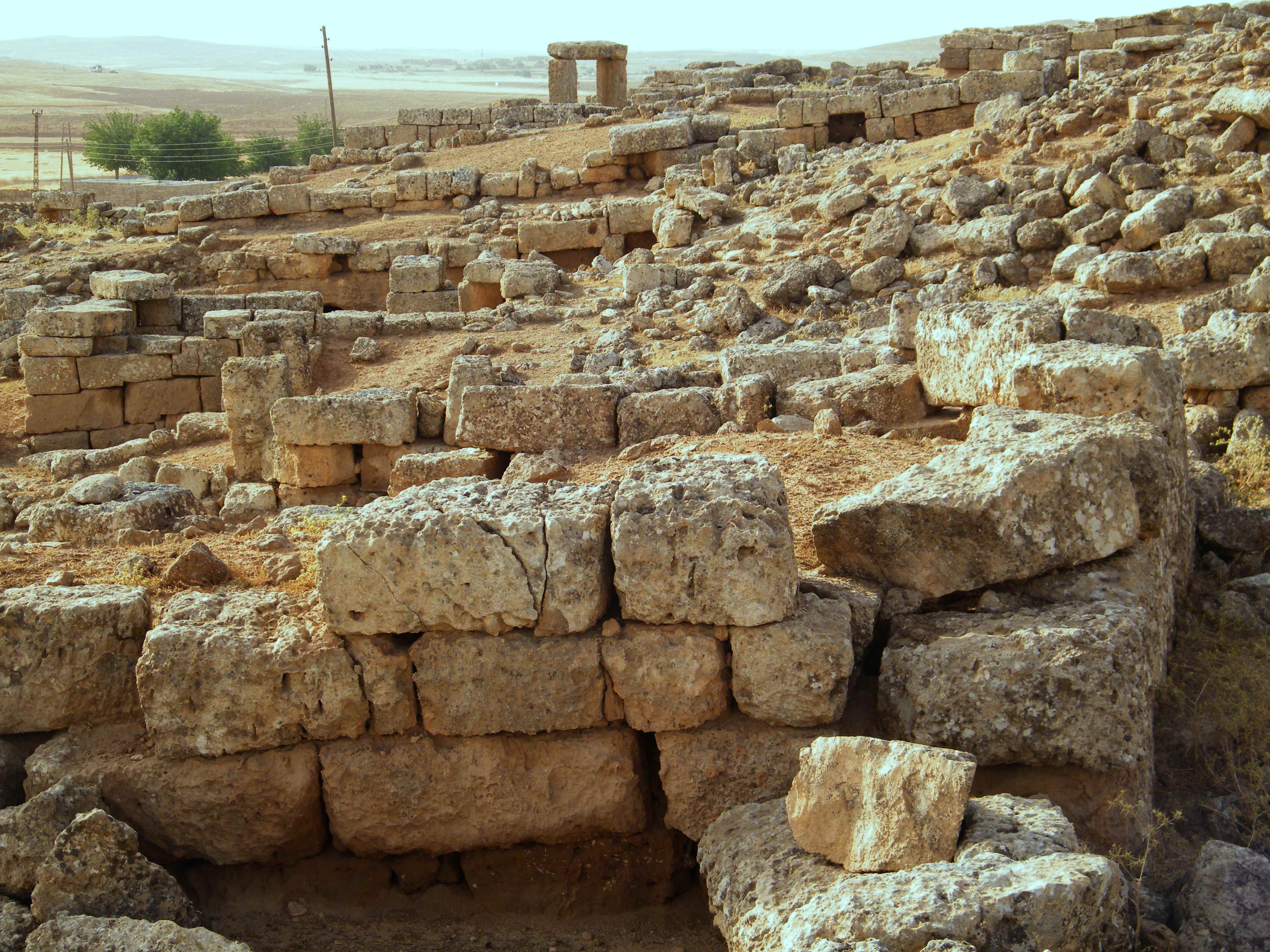
Resti archeologici nell'area

T. E. Lawrence ("Lawrence d'Arabia") ha esaminato l'antico sito di Harran. Decenni dopo, nel 1950, Seton Lloyd condusse lì un'indagine archeologica di tre settimane. Uno scavo anglo-turco fu iniziato nel 1951, terminando nel 1956 con la morte di D. S. Rice. Un altro scavo è avvenuto nel 1959.
La grande moschea di Harran è la più antica moschea costruita in Anatolia come parte dell'architettura islamica. Conosciuta anche come la Moschea del Paradiso, questo monumento è stato costruito dall'ultimo califfo omayyade Marwan II tra gli anni 744-750. L'intera pianta della moschea che ha dimensioni di 104 × 107 m, insieme ai suoi ingressi, è stata portata alla luce durante gli scavi condotti dal Dott. Nurettin Yardimer dal 1983. Gli scavi sono attualmente in corso anche al di fuori delle porte nord e ovest. Della grande moschea, sono rimasti in piedi fino ad oggi, il minareto alto 33,30 m, la fontana, il mihrab e muro orientale, che hanno subito diversi processi di restauro ".
Gli scavi ad Harran dal 2012 al 2013 si sono concentrati sulle mura, sul tumulo al centro della città e sul castello (Kale). Nel 2012 e 2013, la Direzione del Museo Şanlıurfa, con il professor Mehmet Önal (Professore di Archeologia all'Università di Harran) in qualità di consulente, ha eseguito lavori di scavo a scopo di restauro sulla parte occidentale delle mura della città, scoprendo le mura, le torri e i bastioni. Negli scavi nella parte settentrionale del Castello sono stati scoperti una galleria e un corridoio merlato sul lato ovest. Vicino alla porta sud-est, è stata trovata un'iscrizione greca incastonata in un muro e i resti di un ambone in marmo rosa con iscrizione sono stati trovati come spolia nel tamponamento di un muro della torre d'ingresso principale ovest. Nel 2014, a seguito di una decisione del Consiglio dei Ministri e per gentile concessione del Ministero della Cultura e del Turismo, sono stati condotti ulteriori lavori di scavo, sempre sotto la direzione del professor Önal. In questi lavori, vicino alla Grande Moschea di Harran, furono scoperti i bagni pubblici del Bazaar, il Bazaar orientale, il Bazaar porticato, i bagni pubblici e un negozio e laboratorio di profumeria. Nel Bazar Orientale sono stati trovati molti frammenti di lampade di vetro, mortaio e scaffali caduti in un negozio, mentre in un'altra sono stati recuperati una bilancia pesi e manufatti metallici e in profumeria sono stati trovati centinaia di vasi sferoconici caduti dagli scaffali. Nel 2016, sono stati effettuati scavi sulle mura della città (a ovest della porta meridionale, Porta "Raqqa"), rivelando parte del muro e portando alla scoperta di una statua rotta di una donna con un'iscrizione siriaca e un rilievo maschile, entrambi usato come spolia nel muro. Negli scavi del 2014-2016 effettuati nel lato ovest del Castello è stato scoperto un corridoio merlato appartenente ad un secondo sistema difensivo adiacente alla cinta muraria del Castello (tra le torri poligonali e rettangolari).
Gli scavi nel 2017-2018 nella parte meridionale del castello hanno individuato un bagno pubblico al secondo piano. Il bagno pubblico è ben conservato, con frigidarium, spogliatoio, tepidarium, caldarium, ipocausto e fornace (praefurnium). Sono stati effettuati scavi anche a nord-ovest del tumulo al centro del sito, dove sono state trovate case dei periodi Zengid e Ayyubid, ceramiche, monete ecc. Negli strati superiori e pareti di mattoni di argilla, statuette e frammenti di ceramica appartenenti all'età del bronzo negli strati inferiori. A est del tumulo, un mattone cuneiforme della data dell'età del ferro è stato trovato negli strati superiori e muri di mattoni di argilla dell'età del bronzo negli strati inferiori, così come gli scheletri di una donna e bambini, figurine di terracotta, Sigilli calcolitici, pezzi di ceramica, ecc. Nel 2019, una sala a nord del bagno pubblico del Castello e un altro corridoio merlato davanti alla porta sud-est sono stati parzialmente scavati. Gli scavi previsti per il 2020 si concentreranno sul Castello, sulla parte orientale della Grande Moschea e sul tumulo centrale.